# Sialis melania
Sialis melania là một loài côn trùng trong họ Sialidae thuộc bộ Megaloptera. Loài này được Nakahara miêu tả năm 1915.